# Kaden (modelauto)

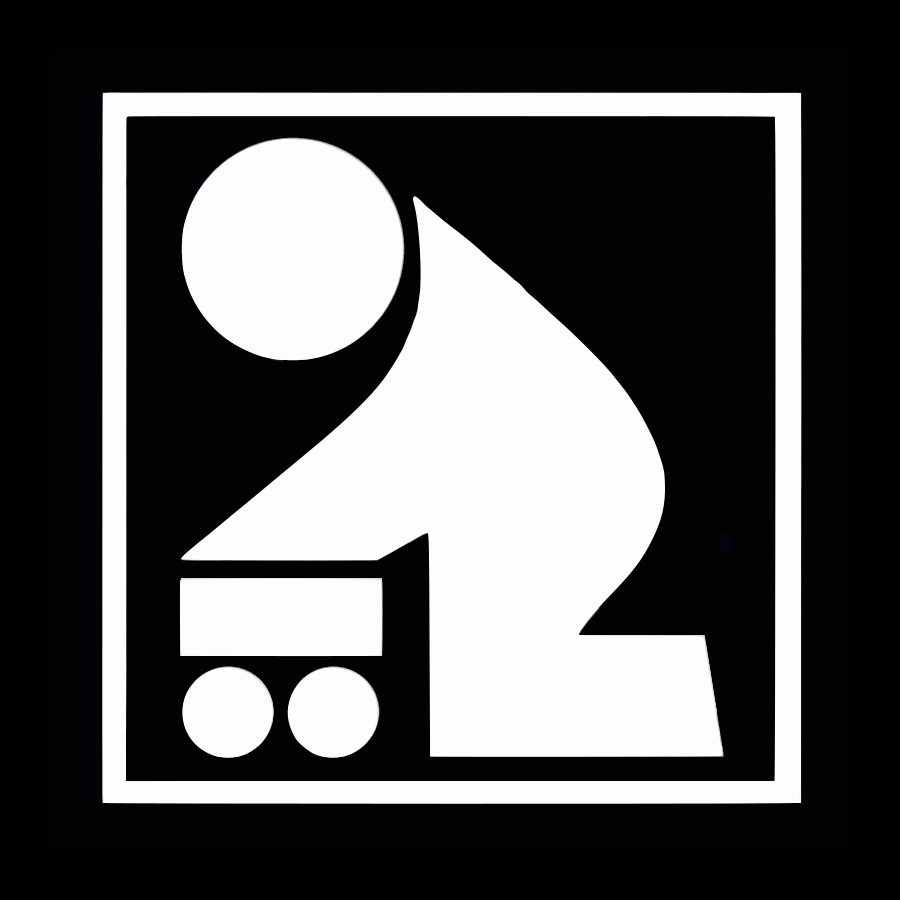
Kaden-logo met gestileerd kind en speelgoedauto.

Kaden is een Tsjechische speelgoedfabriek uit Nový Hrádek in de Tsjechische Republiek. De naam is een acroniem van KDN, de afkorting van Kovodružstvo Náchod. De bedrijfsnaam werd begin jaren negentig gewijzigd in KOVAP.

## Geschiedenis
Het metaalbewerkingscoöperatief Náchod, dat omstreeks 1950 werd opgericht, begon in het toenmalige Tsjecho-Slowakije met de productie van speelgoed. De producten van de fabriek werden in de jaren zeventig en tachtig meestal aangeduid met de naam Kaden.
Tot in de jaren zestig bevatte het KDN-logo die letters in twee overlappende cirkels, zoals een Venndiagram. Vanaf de jaren zeventig was het KDN-fabriekslogo een gestileerd kind op zijn knieën dat speelt met een voertuig, het hele logo tegen een zwarte achtergrond. Het nieuwere logo is vergelijkbaar maar met een gele, rode en blauwe Rubiks kubus-achtige afbeelding achter het kind (met de 'E' in Kaden in dezelfde kleur).

### Van speelgoed tot promotieartikel
De KDN-modellen varieerden van tractoren en militaire voertuigen tot alledaagse Škoda's en Tatra's. Het eerste KDN-speelgoed dat van eind jaren zestig tot in de jaren zeventig werd vervaardigd, waren onder andere plastic bouwmachines zoals een betonmolen, een kiepwagen en een wals, en felgekleurde blikken tractoren en vorkheftrucks. KDN produceerde ook ander speelgoed en plastic modellen voor promotionele doeleinden, waaronder de werkende KDN Kino 85 filmprojector.
Kenmerkend voor speelgoed en meer verfijnde modelauto's uit het Oostblok is dat het vaak reproducties zijn van de voertuigen die daadwerkelijk in gebruik waren bij de bevolking, als bedrijfswagen of de door elite van de communistische partij. In Hongarije, Polen, Tsjecho-Slowakije, Oost-Duitsland en vooral de Sovjet-Unie waren de meeste speelgoedauto's replica's van de echte modellen uit de (staats)fabrieken. Soms werd het speelgoed in dezelfde fabrieken gemaakt als de echte voertuigen.
Desondanks was Tsjecho-Slowakije een beetje anders dan zijn buurlanden. Het was het land achter het IJzeren Gordijn dat ingenieurs en ontwerpers de meeste vrijheid gaf in de productie van voertuigen. Fabrieken zoals Škoda en Tatra ontwikkelden unieke ontwerpen en slimme technische oplossingen die elders in communistische industriële omgevingen vaak ontbraken. Tatra stond bekend om aerodynamische vormen en Tatra-trucks waren (en zijn) wereldwijd bekend om hun uithoudingsvermogen. Škoda was een van de weinige communistische merken met aanhoudend succes in West-Europa en nam zelfs deel aan de westerse rally's. Tsjecho-Slowaaks speelgoed vertegenwoordigde grotendeels de voertuigen van deze staatsbedrijven.
Veel Kaden-modellen, hoewel vaak in plastic uitgevoerd, hadden een verfijnde (westerse) kwaliteit en degelijk gevoel dat ontbrak bij veel ander Oostblokspeelgoed. Afmetingen varieerden van ongeveer schaal 1:20 (soms groter) tot ongeveer schaal 1:43 voor personenauto's, bestelwagens, tractoren en ook grotere Tatra-vrachtwagens.
Omstreeks 2010 begon Kaden ook met het aanbieden van 1:87-schaalmodellen van het nieuwe, aan Volkswagen gelieerde Škoda-aanbod. De verpakking, meestal kleurrijk voor het speelgoed, was iets meer ingetogen voor de 1:43 schaalauto's waarop de modellen nauwkeurige waren weergegeven, inclusief de logo's van de echte voertuigen. 

### Miniauto-modelreeks

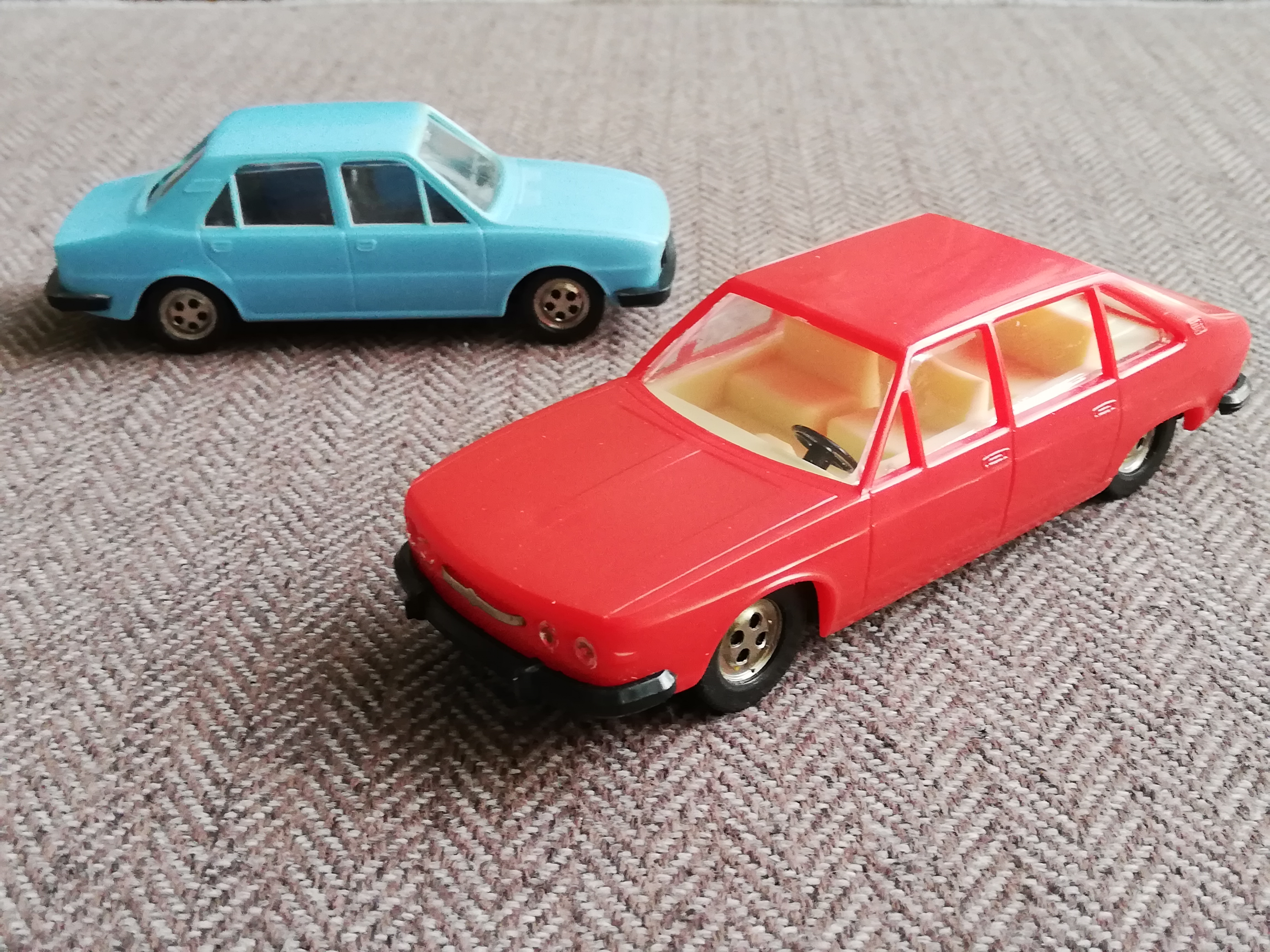
Škoda 120 LS en Tatra 613 uit de Miniauto-modelreeks.

Het promotionele speelgoed schaal 1:43 heette de Miniauto-modelreeks en werd vanaf halverwege de jaren zeventig aangeboden. De meeste waren Škoda- en Tatra-auto's, vaak gebruikt voor promotionele doeleinden, bijvoorbeeld de Škoda 110 sportcoupé. Voor deze modellen werd een hard styreenplastic gebruikt en vaak hadden de modellen een zeer eenvoudig interieur. De verhoudingen van de carrosserieën waren vergeleken met de echte voertuigen uitstekend en details werden mooi weergegeven. Koplampen en achterlichten waren helder en zagen er realistisch uit, bijvoorbeeld op de Tatra 613, zelfs al waren ze niet altijd perfect recht gemonteerd. Banden waren van realistisch ogend hard zwart plastic en de wielen waren geperste zilveren metalen doppen met vijf gelijke gaten. Deze wielen zijn een karakteristiek herkenningspunt van de Kaden Miniauto-modellen. 
Sommige modellen uit de Miniauto-reeks waren kopieën van de Politoys M-serie in plastic. Enkele M-serie auto's in plastic aangeboden door Kaden waren een Jaguar XK-E, Mercedes-Benz 220, Citroën DS, Fiat 1300 en 1800 sedan, een  Alfa Romeo 2000 Berlina, een Innocenti Austin A40 en een Ford Anglia. Deze werden aangeboden in smaakvolle wit-, grijs- en roodtinten of in vreemd, onrealistisch (en voor Politoys zeer ongewoon) helder roze, paars en oranje. 
Een van de laatste modellen van de Miniauto-reeks was de Škoda Favorit. Deze was ook van plastic en had een te openen achterklep en de wielen waren nu ook van plastic. Op de verpakking stonden foto's van de echte auto. 
Vanaf 1994 begon Kaden vaker modellen van die-cast metaal aan te bieden. Een van de eerste metalen auto's die werden aangeboden, was de Škoda Felicia als hatchback en combi met te openen voordeuren. Deze werden aangeboden als promotiemateriaal voor dealers. Nieuwere, door VW beïnvloede Octavia's als sedan en combi waren ook verpakt in speciaal voor dealers versierde dozen en ook gemaakt in diverse politie-uitvoeringen. Kaden's schaal 1:87 werd ook gebruikt voor promotionele doeleinden. 
Eerder al, op grotere schaal 1:20 in plastic, bood Kaden een speelgoedachtige serie Škoda's in helderder geel, blauw en ook wit. Modellen zoals de Škoda 120 L sedan en de 1203 bus hadden te openen motorkappen en kofferkleppen. De 1203 verscheen in verschillende versies: politie, ambulance, pick-up met dekzeil en als regulier model. De 120 L was er ook met een kleine aanhangwagen of in politie-uitvoering. De meeste van deze modellen konden aangeboden worden van de jaren zeventig tot de jaren negentig omdat de echte auto's in diezelfde periode weinig gewijzigd werden.

### Vrachtwagens, tractoren en militaire voertuigen

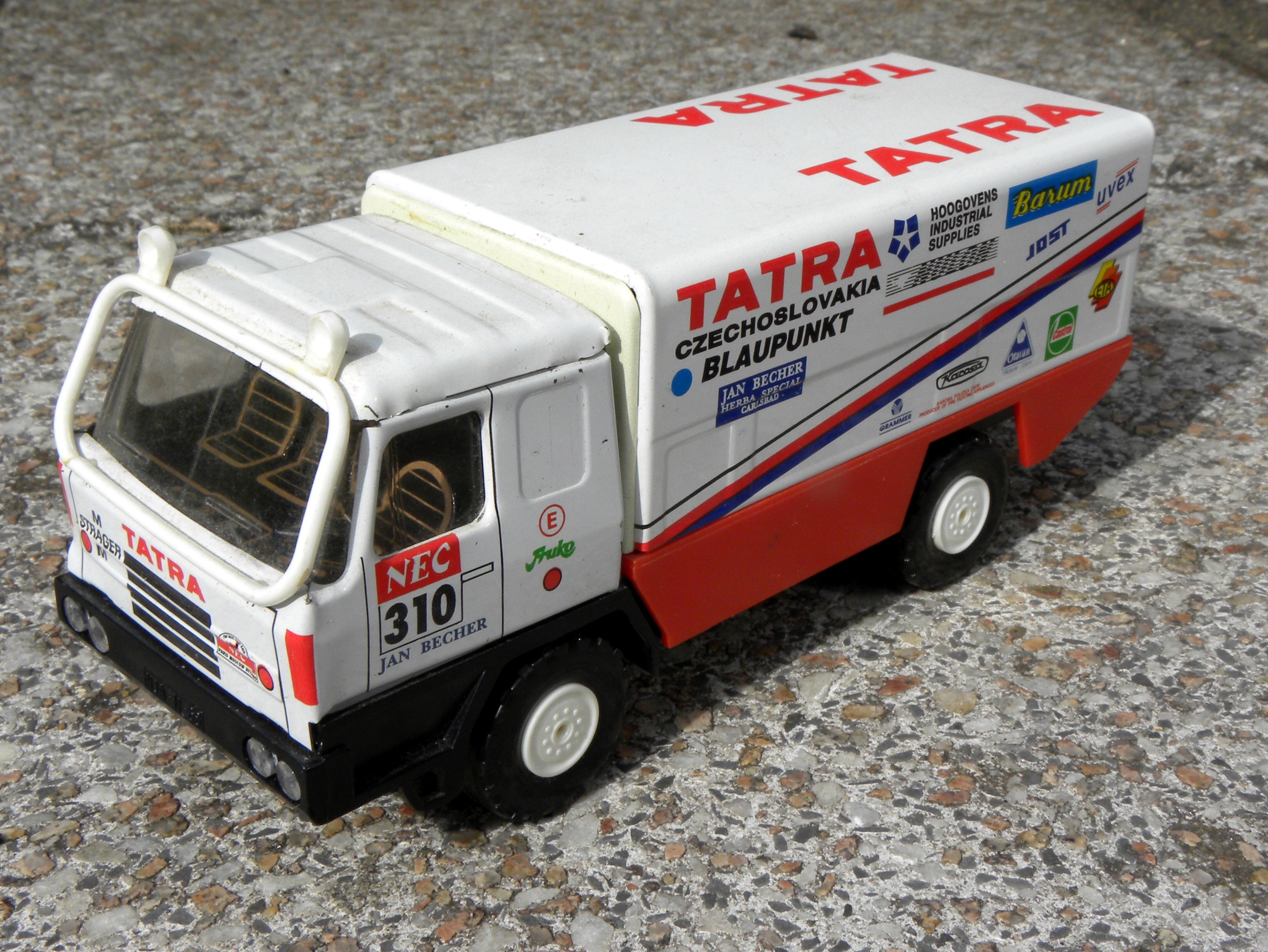
Een latere KDN Tatra 815 van geperst blik.

Een reeks relatief nieuwere Tatra-vrachtwagens werd in de jaren tachtig en negentig in kunststof aangeboden door Kaden, net als Zetor-tractoren die vaak met hooiwagens werden verkocht, waarbij de tractor soms met een eenvoudige afstandsbediening bediend kon worden. Sommige van de aangeboden vrachtwagens waren ideaal voor miniatuurreproductie, zoals de Tatra 815 in de Parijs-Dakar-rallyuitvoering of een gedetailleerde die-cast 815-dumper met werkende wielophanging, kiepbak, kantelbare cabine en twee sets sturende wielen. 
De meeste latere vrachtwagens waren van gegoten zamak of, meestal, geperst blik. De fabriek hield de schaal meestal op 1:43 of 1:48, zodat de vrachtwagens meer ruimte innemen dan de auto's op dezelfde schaal. Niettemin werden sommige voertuigen ook op schaal 1:24 aangeboden en vele werden van geperst blik gemaakt, waaronder een half-track uit de Tweede Wereldoorlog, een Jeep en een Nazi-Kübelwagen. Kaden bewerkte de metalen onderdelen op een exacte en nauwkeurige manier, resulterend in een zeer professionele uitstraling.

### Voortzetting van KOVAP en Gonio

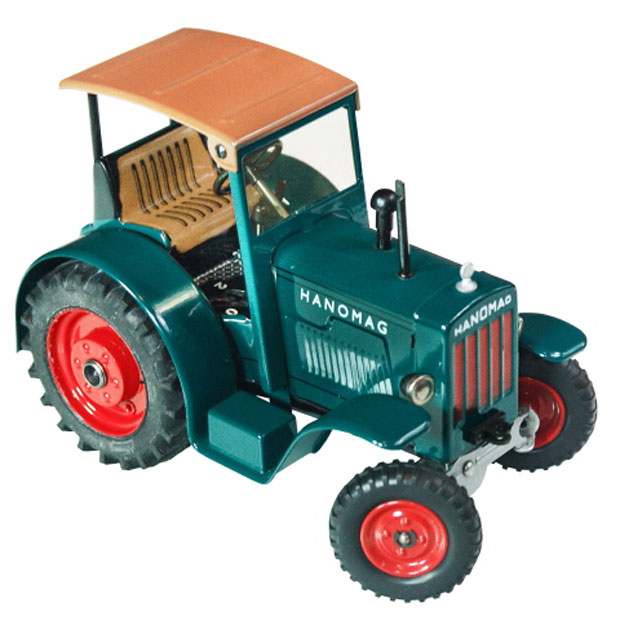
KOVAP Hanomag R 40-tractor van geperst blik.

In 1991, kort na de Fluwelen Revolutie maar vóór de splitsing tussen de Tsjechische Republiek en Slowakije, veranderde het bedrijf Kovodružstvo Náchod zijn naam in KOVAP Náchod nadat het de productielijn van geperst blikken auto's en vrachtwagens had overgenomen van het Duitse bedrijf Kellerman CKO. 
Vanaf dat moment bood het bedrijf voertuigen aan onder twee lijnen: Kaden-modellen voor de meer gedetailleerde die-cast-modellen van Škoda's- en Tatra's, en de naam KOVAP voor de geperste blikken voertuigen. De aangeboden oude Kellerman-modellen waren onder andere een Mercedes-Benz 350 SL als cabriolet en hardtop, Volkswagen Transporters als normale bus, pick-up, ambulance- en post-uitvoeringen, een caravan, dumper, ladderwagen, een vorkheftruck, een bus en variaties op sommige oudere Mercedes-vrachtwagens. 
Kaden nam ook de productie over van Gonio in Trhove Sviny, een ander modelbouwbedrijf uit de Tsjechische Republiek dat eerder een groot assortiment hoogwaardige 1:24 militaire voertuigen in geperst blik had geproduceerd die door Kaden verder werden ontwikkeld. Er verschenen geen nieuwe modellen maar Kaden ging door met veel variaties.

## Fotogalerij

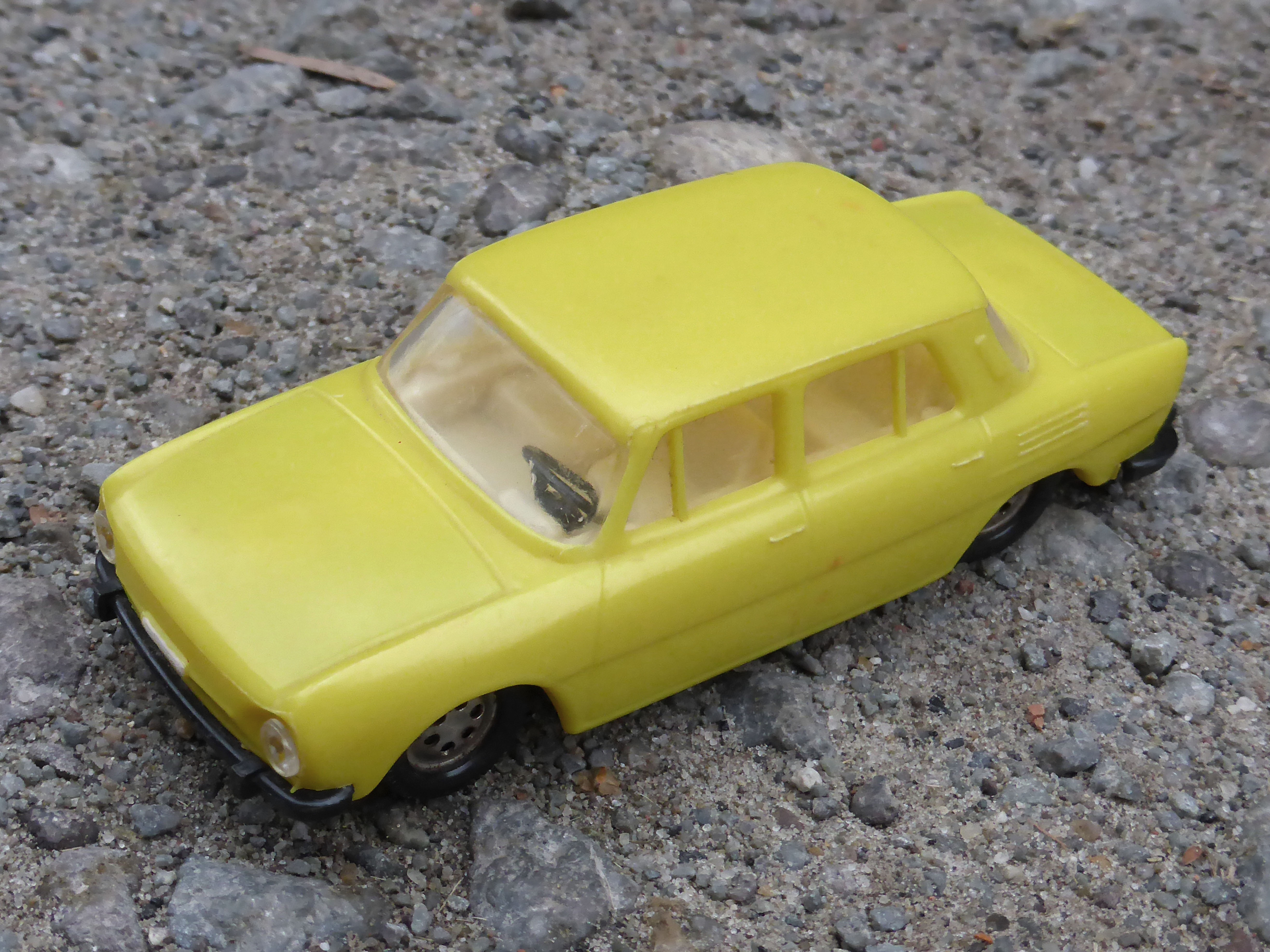
Škoda 110 L (Miniauto, 1:43)
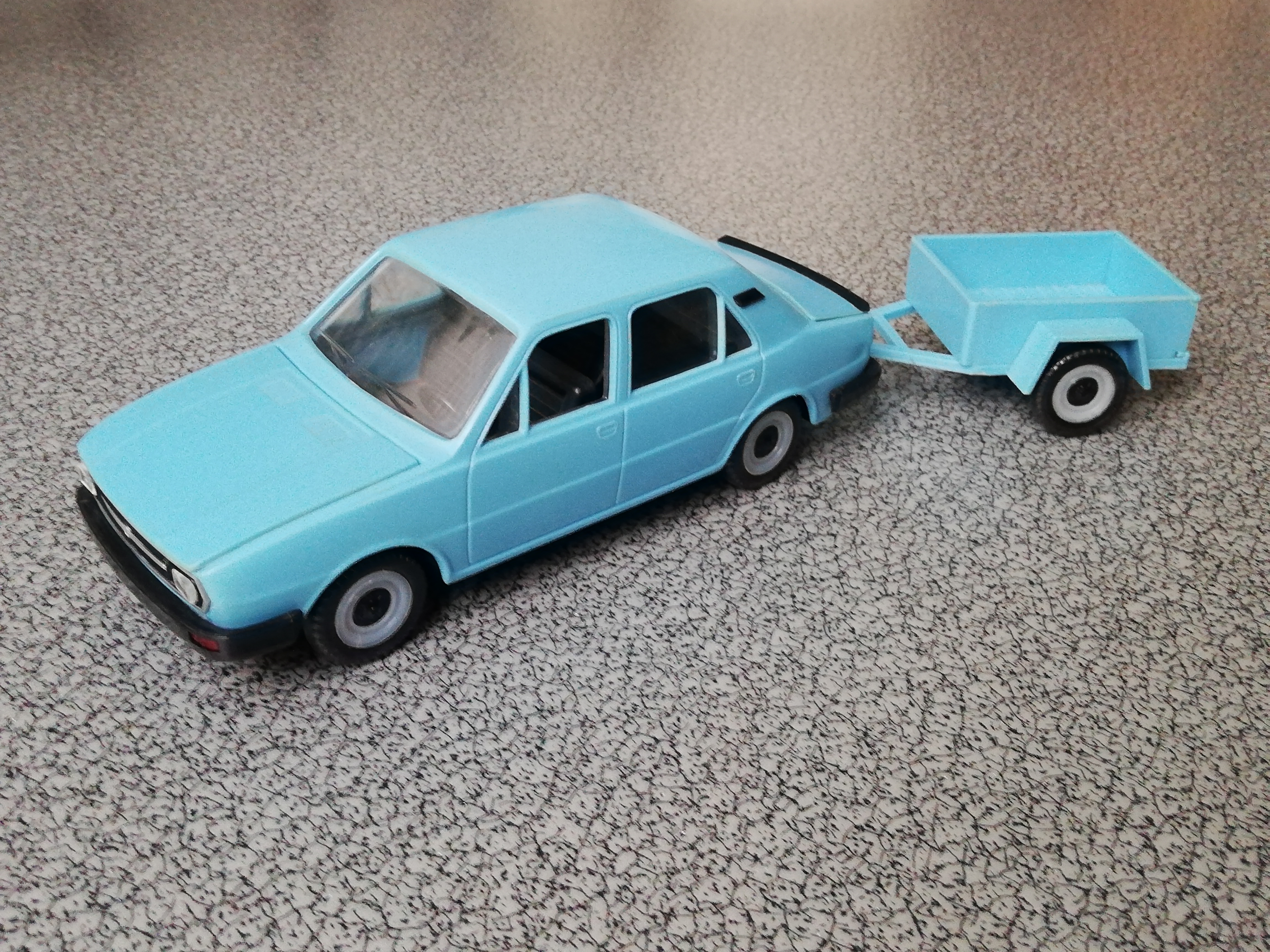
Škoda 120 L met aanhanger (1:20)
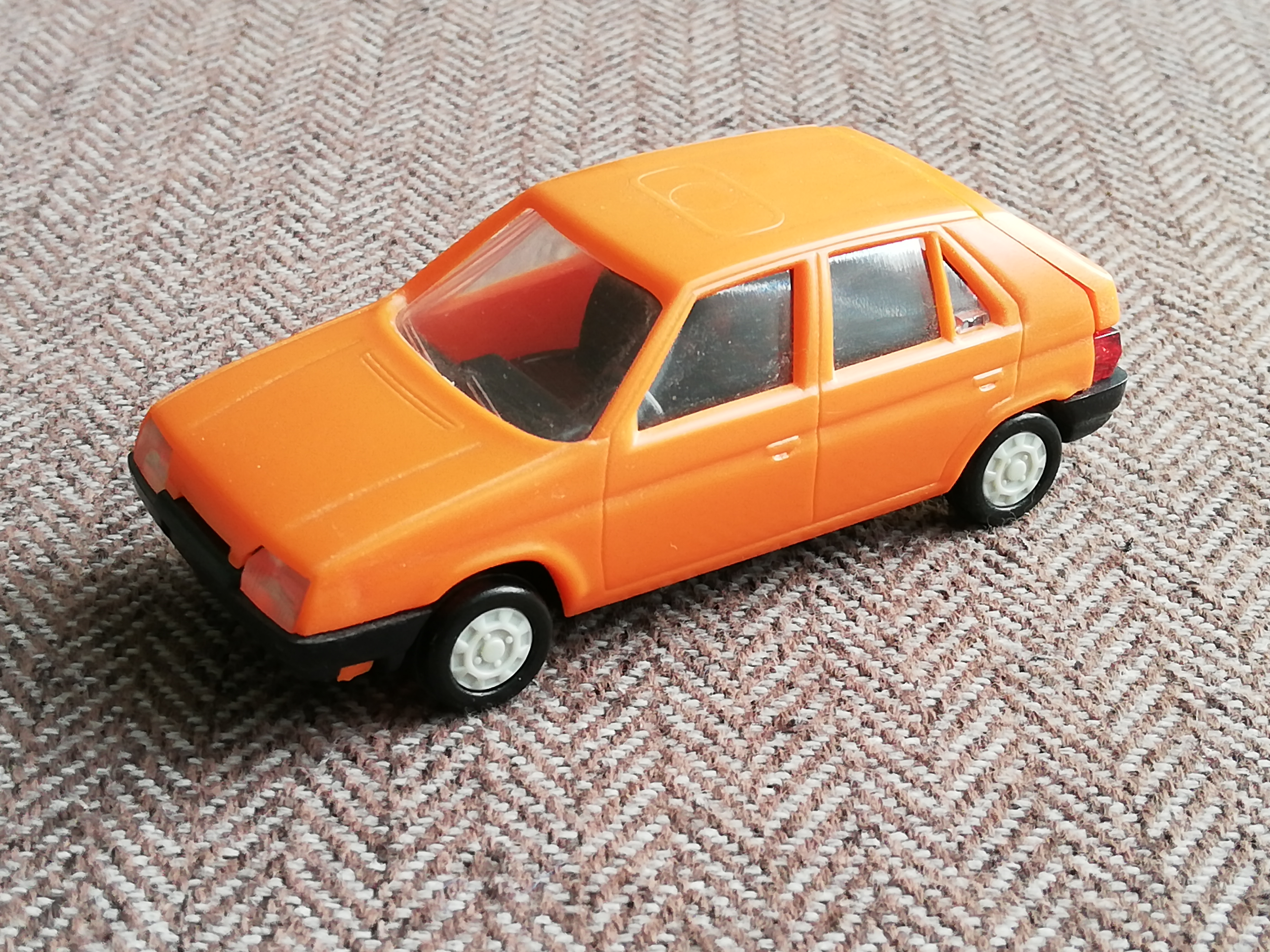
Škoda Favorit (Miniauto, 1:43)
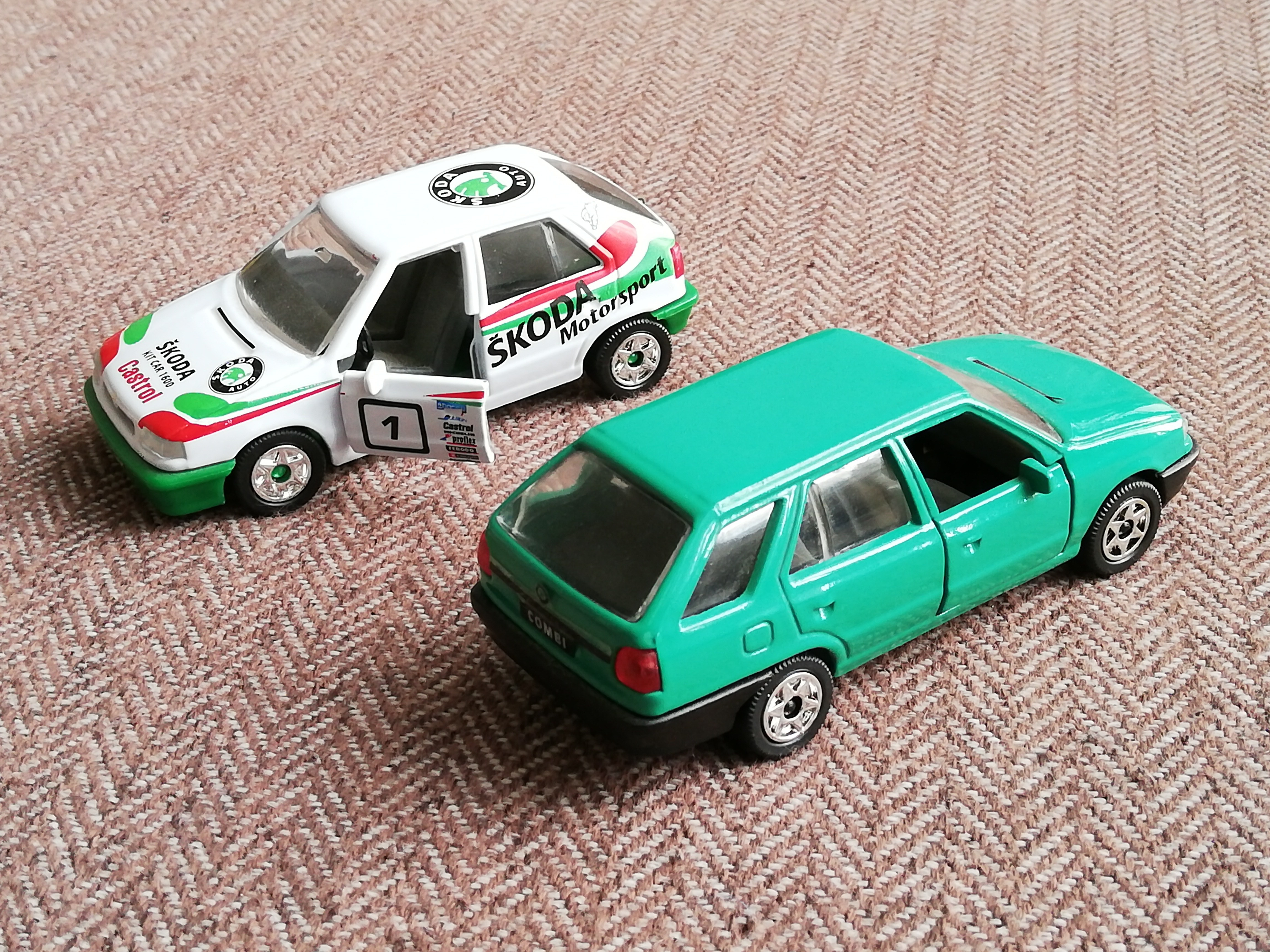
Škoda Felicia Combi en Kit Car (1:43)
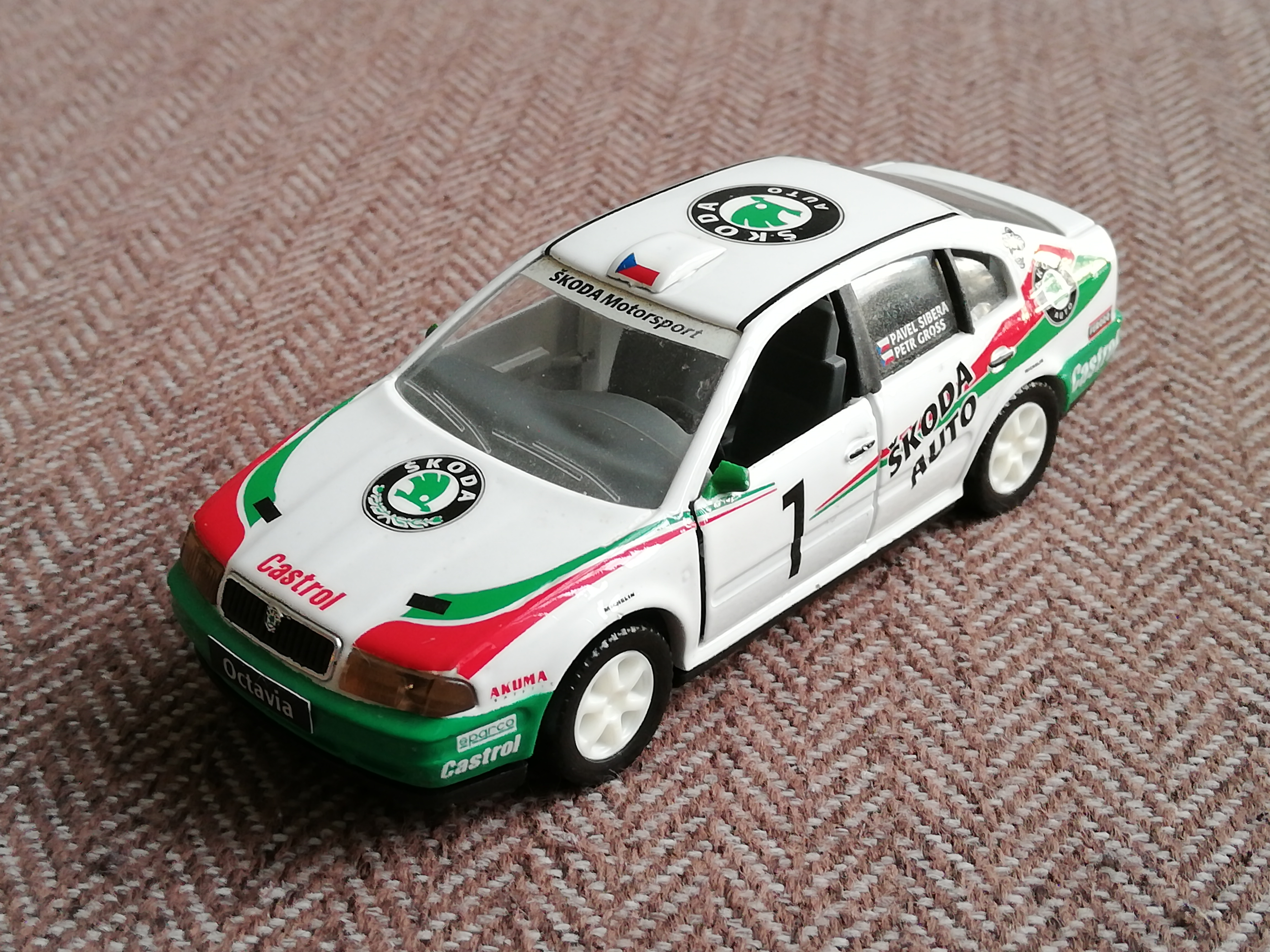
Škoda Octavia (1:43)
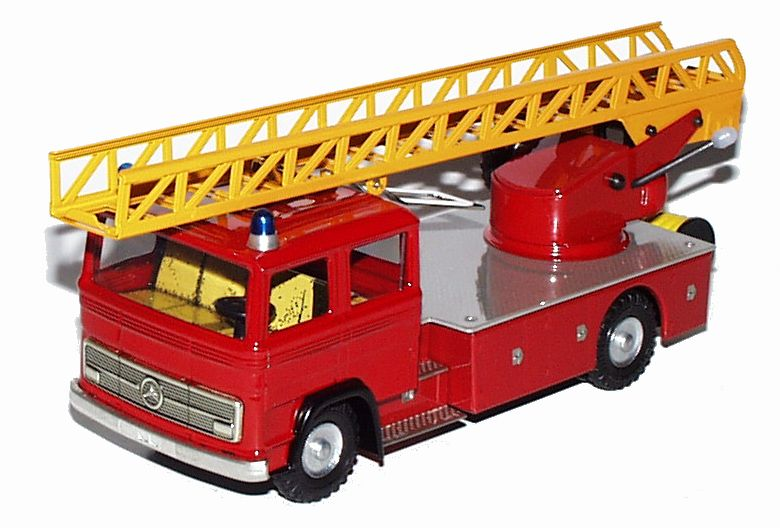
Mercedes-Benz ladderwagen van KOVAP (voormalig Kellermann CKO-model)